# Gia Khánh
Thanh Nhân Tông (chữ Hán: 清仁宗, 13 tháng 11 năm 1760 – 2 tháng 9 năm 1820), Tây Tạng tôn hiệu Văn Thù Hoàng đế (文殊皇帝), là vị Hoàng đế thứ 7 của nhà Thanh trong lịch sử Trung Quốc Mãn Châu. Ông cai trị từ năm 1796 đến năm 1820 và chỉ dùng niên hiệu Gia Khánh (嘉慶) nên ông còn được gọi là Gia Khánh Đế (嘉慶帝).
Năm Càn Long thứ 38 (1773), Càn Long Đế bí mật chọn Vĩnh Diễm làm Hoàng thái tử, đến năm 1786 thì nhường ngôi cho ông. Tuy nhiên trong những năm đầu, mọi thực quyền vẫn nằm trong tay Thái thượng hoàng Càn Long với danh nghĩa Huấn chính. Mãi đến năm 1799 khi Càn Long băng hà, thì Gia Khánh mới đích thân nắm quyền như một hoàng đế.
Trong thời gian trị vì của mình, Gia Khánh Đế đã có những hành động nỗ lực khôi phục lại triều Thanh sau một thời gian dài bị lũng đoạn bởi Hòa Thân, một tham quan nổi tiếng dưới thời Càn Long. Một trong những việc nổi tiếng nhất ông làm là hành quyết Hòa Thân, trừ nạn tham nhũng và tích cực chống buôn thuốc phiện ở Trung Hoa. Mặc dù đã có những cố gắng kể trên, song do mâu thuẫn xã hội gay gắt, nha phiến lưu nhập Trung Quốc, vì vậy việc chống nạn tham nhũng không mấy khởi sắc. Sử gia gọi thời kỳ này là [Gia Đạo trung suy; 嘉道中衰].
Có nhiều đánh giá trái chiều về thời kỳ trị vì của ông, một số coi đó là "sự khởi đầu cho hồi kết" của triều đại nhà Thanh, một số khác coi đó là thời kỳ cải cách ôn hòa, báo trước cho các phong trào trí thức trong thập niên 1860.

## Thân thế

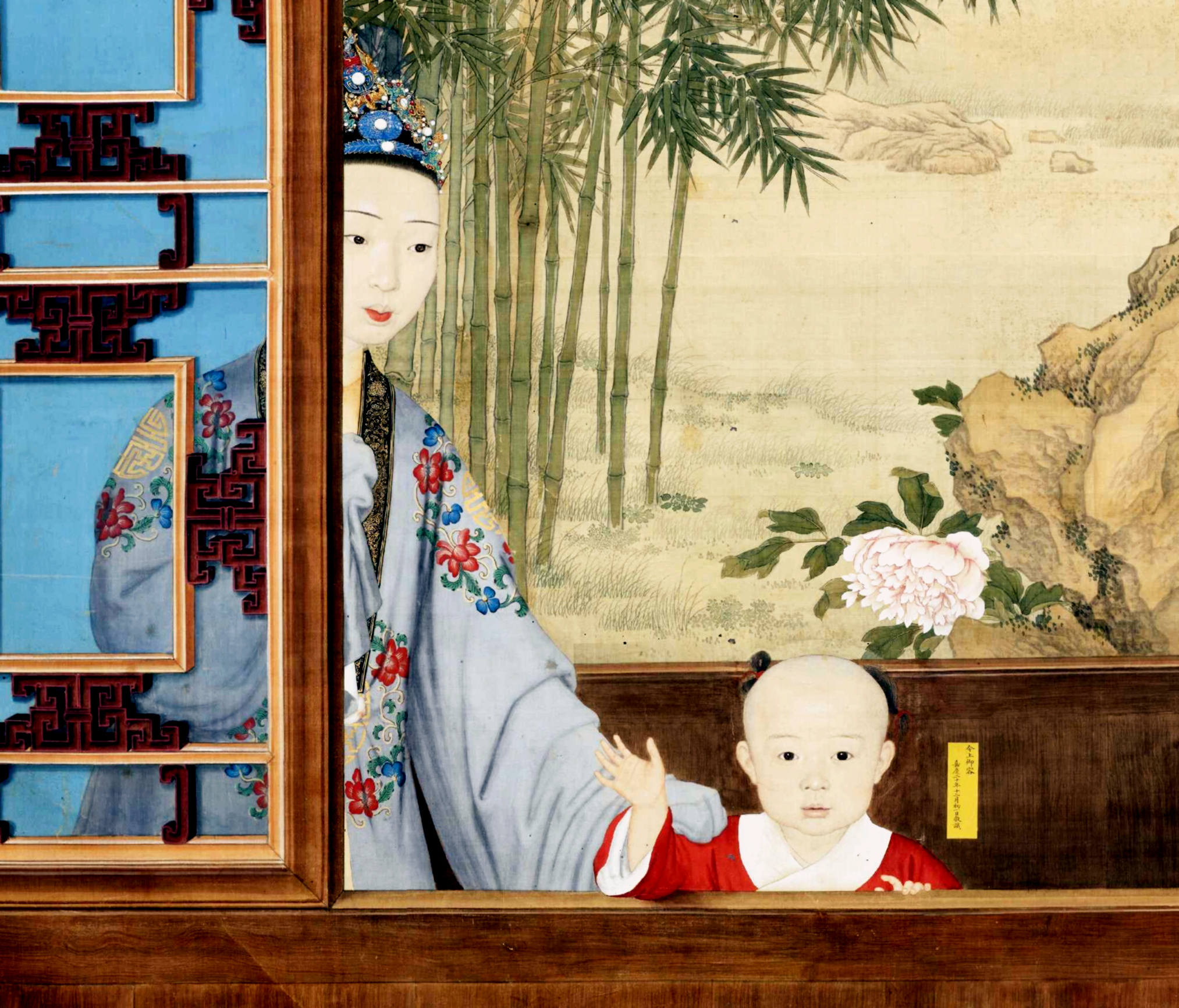
Họa đồ Vĩnh Diễm khi còn nhỏ.

Thanh Nhân Tông Gia Khánh Đế nguyên danh Vĩnh Diễm (永琰), sau khi lên ngôi tên ông đổi thành Ngung Diễm (顒琰) và lấy đó là húy kị. Ông là con trai thứ 15 của Thanh Cao Tông Càn Long Đế, sinh vào năm Càn Long thứ 25 (1760) tại Viên Minh Viên. Thân mẫu là Hiếu Nghi Thuần Hoàng hậu Ngụy Giai thị, con của Nội quản lĩnh Nguỵ Thanh Thái, xuất thân giai cấp Bao y phục vụ hoàng thất Mãn Châu.
Khi còn nhỏ, Vĩnh Diễm được Khánh Cung Hoàng quý phi nuôi dưỡng. Sự giáo dục của Vĩnh Diễm được chỉ định cho Binh bộ Thị lang Phụng Khoan (奉宽) cùng Công bộ Thị lang Tạ Dụng (谢墉). Khoảng năm 7 tuổi, Vĩnh Diễm đến Bành Sơn hành điện (盘山行殿) bái kiến Hoàng tổ mẫu Sùng Khánh Hoàng thái hậu, lễ nghi vẹn toàn, được Thái hậu và Càn Long Đế khen ngợi. Năm 13 tuổi, Vĩnh Diễm chăm chỉ học tập, thuộc làu Ngũ kinh. Năm 15 tuổi, Càn Long chọn Đại học sĩ Chu Khuê làm thầy dạy cho Vĩnh Diễm.
Trước khi Vĩnh Diễm ra đời, Càn Long Đế đã từng 2 lần bí mật lập Trữ quân là Hoàng nhị tử - Đoan Tuệ Hoàng Thái tử Vĩnh Liễn cùng Hoàng thất tử - Triết Thân vương Vĩnh Tông. Cả hai vị Hoàng đích tử đều do đích thân Hiếu Hiền Thuần Hoàng hậu hạ sinh nhưng bất hạnh qua đời từ sớm. Năm Càn Long thứ 38 (1773), Càn Long Đế bí mật chọn Vĩnh Diễm mới 13 tuổi làm Trữ quân.
Năm Càn Long thứ 54 (1789), Vĩnh Diễm trong đợt gia ân phong tước (cùng có Hoàng thập nhất tử Vĩnh Tinh), được phong làm Hòa Thạc Gia Thân vương (和碩嘉親王). Năm Càn Long thứ 60 (1795), Càn Long Đế triệu Vương công Hoàng tử vào chầu Cần Chánh điện (勤政殿) tuyên bố lập Trữ quân, tuyên Gia Thân vương Vĩnh Diễm làm Hoàng thái tử.
Theo điển lễ, tân nhiệm Hoàng thái tử Vĩnh Diễm theo Càn Long Đế đến Thanh Đông lăng và Thanh Tây lăng tế cáo tế điện. Đến mộ phần của Đoan Tuệ Hoàng thái tử Vĩnh Liễn, Càn Long Đế bảo Vĩnh Diễm phải hành lễ trước mộ phần, tỏ sự cung kính với lý do:
- [Đoan Tuệ Hoàng Thái tử khi trước đã được bí mật lập làm Trữ quân, đã có danh phận, rất xứng đáng được (Tân đế) hành lễ quỳ khấu, nhưng không được dùng tư cách em trai bái tế anh lớn]
(端慧皇太子先曾密立。已有名分，应行叩跪之礼，非因以弟拜兄).

## Chấp chính

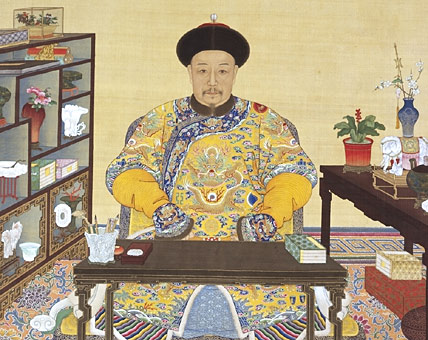
Gia Khánh Đế mặc Long bào.

Năm Gia Khánh nguyên niên (1796), ngày mùng 1 tháng giêng, Càn Long Đế tuyên chiếu thiện nhượng cho Hoàng thái tử Vĩnh Diễm, lấy niên hiệu năm sau là Gia Khánh. Sử gọi Gia Khánh Đế.
Càn Long Đế sau khi thiện nhượng đã lên làm Thái thượng hoàng, cư ngụ tại Ninh Thọ cung, cung điện mà Khang Hi Đế dành riêng cho Nhân Hiến Hoàng thái hậu, nay được Càn Long Đế tu sửa quy mô hơn nhiều, còn Gia Khánh Đế tạm cư Dục Khánh cung (毓庆宫). Trong ba năm sau đó, Gia Khánh Đế chỉ làm Hoàng đế trên danh nghĩa, vì Càn Long Thái thượng hoàng đế vẫn là người ra quyết định chính; phàm công văn quan trọng, tuyển bổ quan lại đại thần, Gia Khánh Đế phê duyệt xong đều phải đưa cho Thái thượng hoàng xem xét, sau khi Thượng hoàng đồng ý mới quyết định. Đó gọi là "Huấn chính" biện pháp.
Năm Gia Khánh thứ 4 (1799), Thái thượng hoàng băng hà, Gia Khánh Đế mới làm lễ lên ngôi và chính thức nắm triều chính, khi ấy ông đã 40 tuổi. Sau đó, Gia Khánh Đế lập tức xử tội Hòa Thân tội danh tham nhũng và lạm dụng chức quyền, Hòa Thân bị tước hết quan tước và ban cho tự sát. Con dâu của Hòa Thân là Cố Luân Hoà Hiếu Công chúa, em gái Gia Khánh Đế, được miễn tội và ban cho một số tài sản của Hòa Thân.
Vào năm Gia Khánh thứ 8 (1803), phát sinh việc của Trần Đức muốn hành thích Gia Khánh. Và năm Gia Khánh thứ 18 (1813), lại phát sinh loạn bởi Thiên Lý giáo (天理教) xông vào Tử Cấm Thành, đánh vào tận Hậu cung. Những người trực tiếp tham gia bị Gia Khánh Đế xử tử, hàng trăm người khác bị lưu đày sau hai vụ ám sát này.
Triều đại của Gia Khánh Đế tuy tiễu trừ được Hòa Thân, thi hành tiết kiệm, cải tổ bè đảng, song vấn đề chống tham ô không hề khởi sắc mà thậm chí còn khó khăn thêm. Trong suốt thời kì Gia Khánh Đế trị vì, bạo loạn xã hội bởi Bạch Liên giáo (1796-1804) và Thiên Lý giáo (1795-1806) đã làm tình hình trở nên nghiêm trọng. Gia Khánh Đế đã tham gia vào việc bình định và dập tắt các cuộc nổi loạn. Nhà Thanh sau đó ban hành điều luật "Cấm tà thuật đồng bóng" (禁止師巫邪術, Cấm chỉ sư vu tà thuật), đến năm 1811 xét thêm cả Cơ đốc giáo là tà đạo. Nó được sửa đổi vào năm 1815 và 1817, sau đó sửa đổi lần cuối vào năm 1839 dưới thời Đạo Quang, và bị bãi bỏ vào năm 1870 dưới thời Đồng Trị. Bộ luật kết án tử hình những người châu Âu truyền bá đạo Công giáo giữa người Hán và người Mãn Châu. Kitô hữu, những người không ăn năn hối cải đã được gửi đến các khu vực theo Hồi giáo ở Tân Cương, để được trao làm nô lệ cho các nhà lãnh đạo và các nhà thờ Hồi giáo.
Gia Khánh Đế đã nỗ lực để đưa Trung Quốc trở lại sự thịnh vượng và quyền lực từng có ở thế kỷ 18. Tuy nhiên, nha phiến lưu nhập Trung Quốc, trong khi kho bạc của đế quốc trống rỗng, một phần do dòng chảy bạc lớn từ nước này khi thanh toán cho thuốc phiện nhập lậu vào Trung Quốc từ Ấn Độ thuộc Anh, khiến cho nền kinh tế tiếp tục suy giảm. Về mặt ngoại giao với Việt Nam, Gia Khánh Đế từ chối yêu cầu của Vua Gia Long trong việc đổi tên quốc gia của mình thành Nam Việt. Thay vào đó, ông đổi tên thành Việt Nam. Sách Đại Nam thực lục của Gia Long chứa các thư tín ngoại giao về việc đặt tên.
Các thành viên của hoàng tộc nhà Thanh đã cố gắng ám sát ông hai lần - vào năm 1803 và năm 1813. Các hoàng tử tham gia vào các nỗ lực thí nghịch trong thời ông trị vì đã bị xử tử. Hàng trăm thành viên khác của hoàng gia đã bị lưu đày.

## Băng hà
Năm Gia Khánh thứ 24 (1820), ngày 25 tháng 7 (tức ngày 2 tháng 9 dương lịch), Gia Khánh Đế băng hà tại Hành cung Nhiệt Hà, cách Bắc Kinh 230 km về hướng đông bắc.
Gia Khánh Đế trị vì được 24 năm, miếu hiệu là Nhân Tông (仁宗), thụy hiệu là Thụ Thiên Hưng Vận Phu Hóa Tuy Du Sùng Văn Kinh Vũ Quang Dụ Hiếu Cung Cần Kiệm Đoan Mẫn Anh Triết Duệ Hoàng đế (受天興運敷化綏猷崇文經武光裕孝恭勤儉端敏英哲睿皇帝). Thanh Nhân Tông được an táng tại tổ hợp Xương lăng (昌陵) ở Tây Thanh Mộ, cách Bắc Kinh 120 km về hướng tây nam.
Về cái chết của Gia Khánh, trong chính sử không thấy ghi chép rõ ràng mà chỉ nói là nhà vua đột ngột qua đời, nhưng dân gian vẫn lưu truyền 3 giả thuyết mà theo cả 3 giả thuyết này đều nói rằng ông bị chết vì sét đánh.

## Gia đình
| \| \| \| \| \| \| \| \| \| \| \| \| \| \| \| \| \| \| \| \| Thế Tổ Chương hoàng đế Thuận Trị \| \| \| \| \| \| \| \| \| \| \| \| \| \| \| \| \| \| \| \| \| \| \| \| \| \| \| \| \| \| \| \| \| \| \| \| \| \| \| \| \| \| \| \| \| \| \| \| \| \| \| \| \| \| Thánh Tổ Nhân hoàng đế Huyền Diệp \| \| \| \| \| \| \| \| \| \| \| \| \| \| \| \| \| \| \| \| \| \| \| \| \| \| \| \| \| \| \| \| \| \| \| \| \| \| \| \| \| \| \| \| \| \| \| \| \| \| \| \| \| \| Hiếu Khang Chương hoàng hậu Đông Giai thị \| \| \| \| \| \| \| \| \| \| \| \| \| \| \| \| \| \| \| \| \| \| \| \| \| \| \| \| \| \| \| \| \| \| \| \| \| \| \| \| \| \| \| \| \| \| \| \| \| \| \| \| \| \| Thế Tông Hiến hoàng đế Dận Chân \| \| \| \| \| \| \| \| \| \| \| \| \| \| \| \| \| \| \| \| \| \| \| \| \| \| \| \| \| \| \| \| \| \| \| \| \| \| \| \| \| \| \| \| \| \| \| \| \| \| \| \| \| \| Nhất đẳng công Uy Vũ \| \| \| \| \| \| \| \| \| \| \| \| \| \| \| \| \| \| \| \| \| \| \| \| \| \| \| \| \| \| \| \| \| \| \| \| \| \| \| \| \| \| \| \| \| \| \| \| \| \| \| \| \| \| Hiếu Cung Nhân hoàng hậu Ô Nhã thị \| \| \| \| \| \| \| \| \| \| \| \| \| \| \| \| \| \| \| \| \| \| \| \| \| \| \| \| \| \| \| \| \| \| \| \| \| \| \| \| \| \| \| \| \| \| \| \| \| \| \| \| \| \| Tắc Hòa Lý thị \| \| \| \| \| \| \| \| \| \| \| \| \| \| \| \| \| \| \| \| \| \| \| \| \| \| \| \| \| \| \| \| \| \| \| \| \| \| \| \| \| \| \| \| \| \| \| \| \| \| \| \| \| \| Cao Tông Thuần hoàng đế Hoằng Lịch \| \| \| \| \| \| \| \| \| \| \| \| \| \| \| \| \| \| \| \| \| \| \| \| \| \| \| \| \| \| \| \| \| \| \| \| \| \| \| \| \| \| \| \| \| \| \| \| \| \| \| \| \| \| Nhất đẳng thừa ân công Ngô Lộc \| \| \| \| \| \| \| \| \| \| \| \| \| \| \| \| \| \| \| \| \| \| \| \| \| \| \| \| \| \| \| \| \| \| \| \| \| \| \| \| \| \| \| \| \| \| \| \| \| \| \| \| \| \| Lương Vinh nhất đẳng Thừa Ân công Lăng Trụ \| \| \| \| \| \| \| \| \| \| \| \| \| \| \| \| \| \| \| \| \| \| \| \| \| \| \| \| \| \| \| \| \| \| \| \| \| \| \| \| \| \| \| \| \| \| \| \| \| \| \| \| \| \| Cao thị \| \| \| \| \| \| \| \| \| \| \| \| \| \| \| \| \| \| \| \| \| \| \| \| \| \| \| \| \| \| \| \| \| \| \| \| \| \| \| \| \| \| \| \| \| \| \| \| \| \| \| \| \| \| Hiếu Thánh Hiến hoàng hậu Nữu Hỗ Lộc thị \| \| \| \| \| \| \| \| \| \| \| \| \| \| \| \| \| \| \| \| \| \| \| \| \| \| \| \| \| \| \| \| \| \| \| \| \| \| \| \| \| \| \| \| \| \| \| \| \| \| \| \| \| \| Bành Vũ Công \| \| \| \| \| \| \| \| \| \| \| \| \| \| \| \| \| \| \| \| \| \| \| \| \| \| \| \| \| \| \| \| \| \| \| \| \| \| \| \| \| \| \| \| \| \| \| \| \| \| \| \| \| \| Bành thị \| \| \| \| \| \| \| \| \| \| \| \| \| \| \| \| \| \| \| \| \| \| \| \| \| \| \| \| \| \| \| \| \| \| \| \| \| \| \| \| \| \| \| \| \| \| \| \| \| \| \| \| \| \| Nhân Tông Duệ hoàng đế Ngung Diễm \| \| \| \| \| \| \| \| \| \| \| \| \| \| \| \| \| \| \| \| \| \| \| \| \| \| \| \| \| \| \| \| \| \| \| \| \| \| \| \| \| \| \| \| \| \| \| \| \| \| \| \| \| \| Ngụy Tự Hưng \| \| \| \| \| \| \| \| \| \| \| \| \| \| \| \| \| \| \| \| \| \| \| \| \| \| \| \| \| \| \| \| \| \| \| \| \| \| \| \| \| \| \| \| \| \| \| \| \| \| \| \| \| \| Ngụy Giai Vũ Sĩ Nghi \| \| \| \| \| \| \| \| \| \| \| \| \| \| \| \| \| \| \| \| \| \| \| \| \| \| \| \| \| \| \| \| \| \| \| \| \| \| \| \| \| \| \| \| \| \| \| \| \| \| \| \| \| \| Trần thị \| \| \| \| \| \| \| \| \| \| \| \| \| \| \| \| \| \| \| \| \| \| \| \| \| \| \| \| \| \| \| \| \| \| \| \| \| \| \| \| \| \| \| \| \| \| \| \| \| \| \| \| \| \| Nội quản lĩnh Ngụy Thanh Thái \| \| \| \| \| \| \| \| \| \| \| \| \| \| \| \| \| \| \| \| \| \| \| \| \| \| \| \| \| \| \| \| \| \| \| \| \| \| \| \| \| \| \| \| \| \| \| \| \| \| \| \| \| \| Niên thị \| \| \| \| \| \| \| \| \| \| \| \| \| \| \| \| \| \| \| \| \| \| \| \| \| \| \| \| \| \| \| \| \| \| \| \| \| \| \| \| \| \| \| \| \| \| \| \| \| \| \| \| \| \| Hiếu Nghi Thuần hoàng hậu Ngụy Giai thị \| \| \| \| \| \| \| \| \| \| \| \| \| \| \| \| \| \| \| \| \| \| \| \| \| \| \| \| \| \| \| \| \| \| \| \| \| \| \| \| \| \| \| \| \| \| \| \| \| \| \| \| \| \| Dương Giai thị \| \| \| \| \| \| \| \| \| \| \| \| \| \| \| \| \| \| \| \| \| \| \| \| \| \| \| \| \| \| \| \| \| \| \| \| \| \| \| \| \| \| \| \| \| \| \| \| \| \| \| \| |                                            |  |  |  |  |  |  |  |  |  |  |  |  |  |  |  |
| |                                            |  |  |  |  |  |  |  |  |  |  |  |  |  |  |  |
| | Thế Tổ Chương hoàng đế Thuận Trị           |  |  |  |  |  |  |  |  |  |  |  |  |  |  |  |
| |                                            |  |  |  |  |  |  |  |  |  |  |  |  |  |  |  |
| |                                            |  |  |  |  |  |  |  |  |  |  |  |  |  |  |  |
| | Thánh Tổ Nhân hoàng đế Huyền Diệp          |  |  |  |  |  |  |  |  |  |  |  |  |  |  |  |
| |                                            |  |  |  |  |  |  |  |  |  |  |  |  |  |  |  |
| |                                            |  |  |  |  |  |  |  |  |  |  |  |  |  |  |  |
| | Hiếu Khang Chương hoàng hậu Đông Giai thị  |  |  |  |  |  |  |  |  |  |  |  |  |  |  |  |
| |                                            |  |  |  |  |  |  |  |  |  |  |  |  |  |  |  |
| |                                            |  |  |  |  |  |  |  |  |  |  |  |  |  |  |  |
| | Thế Tông Hiến hoàng đế Dận Chân            |  |  |  |  |  |  |  |  |  |  |  |  |  |  |  |
| |                                            |  |  |  |  |  |  |  |  |  |  |  |  |  |  |  |
| |                                            |  |  |  |  |  |  |  |  |  |  |  |  |  |  |  |
| | Nhất đẳng công Uy Vũ                       |  |  |  |  |  |  |  |  |  |  |  |  |  |  |  |
| |                                            |  |  |  |  |  |  |  |  |  |  |  |  |  |  |  |
| |                                            |  |  |  |  |  |  |  |  |  |  |  |  |  |  |  |
| | Hiếu Cung Nhân hoàng hậu Ô Nhã thị         |  |  |  |  |  |  |  |  |  |  |  |  |  |  |  |
| |                                            |  |  |  |  |  |  |  |  |  |  |  |  |  |  |  |
| |                                            |  |  |  |  |  |  |  |  |  |  |  |  |  |  |  |
| | Tắc Hòa Lý thị                             |  |  |  |  |  |  |  |  |  |  |  |  |  |  |  |
| |                                            |  |  |  |  |  |  |  |  |  |  |  |  |  |  |  |
| |                                            |  |  |  |  |  |  |  |  |  |  |  |  |  |  |  |
| | Cao Tông Thuần hoàng đế Hoằng Lịch         |  |  |  |  |  |  |  |  |  |  |  |  |  |  |  |
| |                                            |  |  |  |  |  |  |  |  |  |  |  |  |  |  |  |
| |                                            |  |  |  |  |  |  |  |  |  |  |  |  |  |  |  |
| | Nhất đẳng thừa ân công Ngô Lộc             |  |  |  |  |  |  |  |  |  |  |  |  |  |  |  |
| |                                            |  |  |  |  |  |  |  |  |  |  |  |  |  |  |  |
| |                                            |  |  |  |  |  |  |  |  |  |  |  |  |  |  |  |
| | Lương Vinh nhất đẳng Thừa Ân công Lăng Trụ |  |  |  |  |  |  |  |  |  |  |  |  |  |  |  |
| |                                            |  |  |  |  |  |  |  |  |  |  |  |  |  |  |  |
| |                                            |  |  |  |  |  |  |  |  |  |  |  |  |  |  |  |
| | Cao thị                                    |  |  |  |  |  |  |  |  |  |  |  |  |  |  |  |
| |                                            |  |  |  |  |  |  |  |  |  |  |  |  |  |  |  |
| |                                            |  |  |  |  |  |  |  |  |  |  |  |  |  |  |  |
| | Hiếu Thánh Hiến hoàng hậu Nữu Hỗ Lộc thị   |  |  |  |  |  |  |  |  |  |  |  |  |  |  |  |
| |                                            |  |  |  |  |  |  |  |  |  |  |  |  |  |  |  |
| |                                            |  |  |  |  |  |  |  |  |  |  |  |  |  |  |  |
| | Bành Vũ Công                               |  |  |  |  |  |  |  |  |  |  |  |  |  |  |  |
| |                                            |  |  |  |  |  |  |  |  |  |  |  |  |  |  |  |
| |                                            |  |  |  |  |  |  |  |  |  |  |  |  |  |  |  |
| | Bành thị                                   |  |  |  |  |  |  |  |  |  |  |  |  |  |  |  |
| |                                            |  |  |  |  |  |  |  |  |  |  |  |  |  |  |  |
| |                                            |  |  |  |  |  |  |  |  |  |  |  |  |  |  |  |
| | Nhân Tông Duệ hoàng đế Ngung Diễm          |  |  |  |  |  |  |  |  |  |  |  |  |  |  |  |
| |                                            |  |  |  |  |  |  |  |  |  |  |  |  |  |  |  |
| |                                            |  |  |  |  |  |  |  |  |  |  |  |  |  |  |  |
| | Ngụy Tự Hưng                               |  |  |  |  |  |  |  |  |  |  |  |  |  |  |  |
| |                                            |  |  |  |  |  |  |  |  |  |  |  |  |  |  |  |
| |                                            |  |  |  |  |  |  |  |  |  |  |  |  |  |  |  |
| | Ngụy Giai Vũ Sĩ Nghi                       |  |  |  |  |  |  |  |  |  |  |  |  |  |  |  |
| |                                            |  |  |  |  |  |  |  |  |  |  |  |  |  |  |  |
| |                                            |  |  |  |  |  |  |  |  |  |  |  |  |  |  |  |
| | Trần thị                                   |  |  |  |  |  |  |  |  |  |  |  |  |  |  |  |
| |                                            |  |  |  |  |  |  |  |  |  |  |  |  |  |  |  |
| |                                            |  |  |  |  |  |  |  |  |  |  |  |  |  |  |  |
| | Nội quản lĩnh Ngụy Thanh Thái              |  |  |  |  |  |  |  |  |  |  |  |  |  |  |  |
| |                                            |  |  |  |  |  |  |  |  |  |  |  |  |  |  |  |
| |                                            |  |  |  |  |  |  |  |  |  |  |  |  |  |  |  |
| | Niên thị                                   |  |  |  |  |  |  |  |  |  |  |  |  |  |  |  |
| |                                            |  |  |  |  |  |  |  |  |  |  |  |  |  |  |  |
| |                                            |  |  |  |  |  |  |  |  |  |  |  |  |  |  |  |
| | Hiếu Nghi Thuần hoàng hậu Ngụy Giai thị    |  |  |  |  |  |  |  |  |  |  |  |  |  |  |  |
| |                                            |  |  |  |  |  |  |  |  |  |  |  |  |  |  |  |
| |                                            |  |  |  |  |  |  |  |  |  |  |  |  |  |  |  |
| | Dương Giai thị                             |  |  |  |  |  |  |  |  |  |  |  |  |  |  |  |
| |                                            |  |  |  |  |  |  |  |  |  |  |  |  |  |  |  |
| |                                            |  |  |  |  |  |  |  |  |  |  |  |  |  |  |  |

- Thân phụ: Thanh Cao Tông Càn Long Hoàng đế.
- Thân mẫu: Hiếu Nghi Thuần Hoàng hậu Ngụy Giai thị (孝儀純皇后魏佳氏, 1727 - 1775), nguyên là Lệnh Ý Hoàng quý phi (令懿皇貴妃). Khi Gia Khánh được chọn làm Trữ quân, bà được Càn Long truy tặng làm Hoàng hậu.

### Hoàng hậu
| Tên                                     | Chân dung | Sinh mất                                         | Cha                                                             | Ghi chú |
| --------------------------------------- | --------- | ------------------------------------------------ | --------------------------------------------------------------- | --- |
| Hiếu Thục Duệ Hoàng hậu Hỉ Tháp Lạp thị |           | 2 tháng 10 năm 1760 5 tháng 3 năm 1797 (36 tuổi) | Phó Đô thống Nội vụ phủ Tổng quản Hòa Nhĩ Kinh Ngạch (和尔经额) | Thành hôn với Gia Khánh Đế khi ông còn là Gia Thân vương, được sách lập làm Đích phúc tấn. Gia Khánh Đế tức vị, bà được sách lập làm Hoàng hậu; Sinh Thanh Tuyên Tông Đạo Quang Đế, Hoàng Nhị Nữ và Cố Luân Trang Tĩnh Công chúa. |
| Hiếu Hòa Duệ Hoàng hậu Nữu Hỗ Lộc thị   |           | 10 tháng 10 năm 1776 23 tháng 1, 1850 (73 tuổi)  | Lễ bộ thượng thư Cung A Lạp (恭阿拉)                            | Thành hôn với Gia Khánh Đế khi ông còn là Gia Thân vương, được phong làm Trắc phúc tấn. Gia Khánh Đế tức vị, bà được sách phong Quý phi, sau thăng Hoàng quý phi rồi lập làm Hoàng hậu; Thời Đạo Quang, được tấn tôn làm Cung Từ Hoàng thái hậu (恭慈皇太后). Sinh Đôn Khác Thân vương Miên Khải, Thụy Hoài Thân vương Miên Hân và Hoàng thất nữ. |

### Phi tần
| Danh hiệu                                                    | Sinh               | Mất                           | Cha                                  | Ghi chú |
| ------------------------------------------------------------ | ------------------ | ----------------------------- | ------------------------------------ | --- |
| Hoàng quý phi                                                |                    |                               |                                      | |
| Hoà Dụ Hoàng quý phi Lưu Giai thị (和裕皇贵妃刘佳氏)         | 9 tháng 1 năm 1761 | 27 tháng 4 năm 1834 (74 tuổi) | Bái đường a Lưu Phúc Minh (拜唐阿)   | Nhập tiềm để làm Cách cách. Gia Khánh Đế tức vị, bà được sách phong Hàm phi (諴妃), sau thăng Hàm Quý phi (諴贵妃); Thời Đạo Quang, được tấn tôn làm Hoàng Khảo Hàm Hi Hoàng quý phi (皇考諴禧皇贵妃). Sinh Hoàng trưởng tử và Hòa Thạc Trang Kính Công chúa. |
| Cung Thuận Hoàng quý phi Nữu Hỗ Lộc thị (恭顺皇贵妃钮祜禄氏) | 1787               | 23 tháng 4 năm 1860           | Chủ bạ Thiện Khánh (善庆)            | Nhập cung sách phong Như quý nhân (如貴人), sau thăng Như tần (如嬪), rồi Như phi (如妃) Thời Đạo Quang, được tấn tôn làm Hoàng Khảo Như Quý phi (皇考如贵妃), rồi Hoàng Khảo Như Hoàng quý phi (皇考如皇贵妃). Hàm Phong kế vị tôn làm Hoàng Tổ Như Hoàng quý thái phi (皇祖如皇贵太妃). Sinh Hoàng bát nữ, Cố Luân Tuệ Mẫn Công chúa và Huệ Đoan Thân vương Miên Du. |
| Phi                                                          |                    |                               |                                      | |
| Thứ phi Hoàn Nhan thị (恕妃完颜氏)                           | Không rõ           | Không rõ                      | Khinh xa đô úy Cáp Phong A (哈丰阿)  | Thành hôn với Gia Khánh Đế khi ông còn là Gia Thân vương, được phong làm Trắc Phúc tấn, mất trước khi Gia Khánh Đế đăng cơ. Gia Khánh Đế tức vị, truy phong Thứ phi (恕妃). |
| Hoa phi Hầu Giai Thị (华妃侯佳氏)                            | Không rõ           | 28 tháng 6 năm 1808           | Thượng tứ viện khanh Thảo Trụ (讨住) | Nhập tiềm để làm Cách cách. Gia Khánh Đế tức vị, bà được sách phong Doanh tần (瑩嬪), sau thăng Hoa phi (华妃). Sinh Hoàng lục nữ. |
| Trang Phi Vương Giai thị (莊妃王佳氏)                        | Không rõ           | 15 tháng 2 năm 1811           | Văn cử nhân Y Lý Bố (伊里布)         | Nhập tiềm để làm Cách cách. Gia Khánh Đế tức vị, sơ phong Xuân thường tại (春常在), sau thăng Xuân quý nhân (春贵人), Cát tần (吉嫔) rồi Trang phi (莊妃). |
| Tín phi Lưu Giai thị (信妃刘佳氏)                            | Không rõ           | 13 tháng 10 năm 1822          | Tướng quân Bổn Chí (本志)            | Sơ phong Tín quý nhân (信贵人), sau thăng Tín tần (信嫔). Thời Đạo Quang, được tấn tôn làm Hoàng Khảo Tín phi (皇考信妃). |
| Tần                                                          |                    |                               |                                      | |
| Tốn tần Thẩm Giai thị (逊嫔沈佳氏)                           | Không rõ           | Không rõ                      | Nội vụ phủ đại thần Vĩnh Hòa (永和)  | Nhập tiềm để làm Cách cách, mất trước khi Gia Khánh Đế đăng cơ. Gia Khánh Đế tức vị, truy phong Tốn tần (逊嫔). Sinh Hoàng ngũ nữ. |
| Giản tần Quan Giai thị (简嫔关佳氏)                          | Không rõ           | Không rõ                      | Bái đường a Đức Thành (德成)         | Nhập tiềm để làm Cách cách, mất trước khi Gia Khánh Đế đăng cơ. Gia Khánh Đế tức vị, truy phong Giản tần (简嫔). Sinh Hoàng trưởng nữ. |
| Thuần tần Đồng Giai thị (淳嬪董佳氏)                         | Không rõ           | 13 tháng 10 năm 1819          | Ủy thự Khố trưởng Thời Thái (时泰)   | Sơ phong Thuần quý nhân (淳贵人), sau thăng Thuần tần (淳嫔). |
| Vinh tần Lương Giai thị (荣嫔梁氏)                           | Không rõ           | 10 tháng 5 năm 1826           | Viên ngoại lang Quang Bảo (光保)     | Nhập tiềm để làm Cách cách của Gia Khánh Đế. Sau khi tức vị, bà được sơ phong Vinh thường tại (荣常在), sau thăng Vinh quý nhân (荣贵人). Thời Đạo Quang, được tấn tôn làm Hoàng khảo Vinh tần (皇考荣嫔). |
| Ân tần Ô Nhã thị (恩嫔乌雅氏)                                | Không rõ           | 1846                          | Tả Phó Đô ngự sử Vạn Minh (万明)     | Phong vị Ân quý nhân (恩贵人); Thời Đạo Quang, được tấn tôn làm Hoàng khảo Ân tần (皇考恩嫔). |
| An tần Tô Hoàn Qua Nhĩ Giai thị (安嬪苏完瓜尔佳氏)           | 1785               | Tháng 6, 1837                 | Tam đẳng Tín Dũng công An Anh (安英) | Phong vị An thường tại (安常在); Thời Đạo Quang được tấn tôn làm Hoàng Khảo An tần (皇考安嫔). |
| Ngự Thiếp                                                    |                    |                               |                                      | |
| Vân quý nhân (芸贵人)                                        | Không rõ           | 1805                          | Không rõ                             | Không rõ danh tính, nhập cung thông qua Tuyển tú vào năm 1804. An táng tại Xương lăng Phi viên tẩm (昌陵妃园寝). |
| Ngọc quý nhân (玉贵人)                                       | Không rõ           | 1814                          | Không rõ                             | Không rõ danh tính, nhập cung thông qua Tuyển tú. An táng tại Xương lăng Phi viên tẩm (昌陵妃园寝). |
| Lý quý nhân (李贵人)                                         | Không rõ           | Không rõ                      | Không rõ                             | Không rõ danh tính, chỉ xuất hiện trong Đương án, qua đời trước Vân quý nhân. |

### Hậu duệ
| #        | Danh hiệu                                    | Tên             | Sinh                 | Mất                           | Mẹ                       | Ghi chú |
| -------- | -------------------------------------------- | --------------- | -------------------- | ----------------------------- | ------------------------ | --- |
| Hoàng tử |                                              |                 |                      |                               |                          | |
| 1        | Mục Quận vương (穆郡王)                      |                 | 4 tháng 2 năm 1779   | 10 tháng 4 năm 1780 (1 tuổi)  | Hoà Dụ Hoàng quý phi     | Chết yểu. |
| 2        | Tuyên Tông Thành Hoàng đế                    | Miên Ninh       | 16 tháng 9 năm 1782  | 25 tháng 2 năm 1850 (68 tuổi) | Hiếu Thục Duệ Hoàng hậu  | Kế vị, tức Đạo Quang Đế. |
| 3        | Đôn Khác Thân vương (惇恪親王)               | Miên Khải       | 6 tháng 8 năm 1795   | 18 tháng 1, 1838 (42 tuổi)    | Hiếu Hòa Duệ Hoàng hậu   | Được phong Đôn Quận vương (惇郡王) năm 1819, sau khi Đạo Quang Đế lên ngôi tấn phong Đôn Thân vương (惇親王). Bị giáng Quận vương năm 1827, 1 năm sau được phục tước Thân vương. Bị giáng lại Quận vương năm 1838 và qua đời cùng năm. |
| 4        | Thuỵ Hoài Thân vương (瑞懷親王)              | Miên Hân        | 9 tháng 3 năm 1805   | 27 tháng 9 năm 1828 (23 tuổi) | Hiếu Hòa Duệ Hoàng hậu   | |
| 5        | Huệ Đoan Thân vương (惠端親王)               | Miên Du         | 8 tháng 3 năm 1814   | 9 tháng 1 năm 1865 (50 tuổi)  | Cung Thuận Hoàng quý phi | Được phong Huệ Quận vương (惠郡王) năm 1820, sau đó thời Đạo Quang được tấn phong Huệ Thân vương (惠親王). |
| Hoàng nữ |                                              |                 |                      |                               |                          | |
| 1        |                                              | Hoàng trưởng nữ | 11 tháng 4 năm 1780  | 1 tháng 11 năm 1783 (4 tuổi)  | Giản tần                 | Chết yểu. |
| 2        |                                              | Hoàng nhị nữ    | 30 tháng 4 năm 1780  | 10 tháng 8 năm 1783           | Hiếu Thục Duệ Hoàng hậu  | Chết yểu. |
| 3        | Hòa Thạc Trang Kính Công chúa (和硕莊敬公主) | Hoàng tam nữ    | 17 tháng 12 năm 1781 | 12 tháng 3 năm 1811           | Hoà Dụ Hoàng quý phi     | Hạ giá lấy Tác Đặc Nạp Mộc Đa Bố Tể (索特纳木多布济) của Khoa Nhĩ Thấm Bát Nhĩ Tế Cát đặc bộ. |
| 4        | Cố Luân Trang Tĩnh Công chúa (固伦莊静公主)  | Hoàng tứ nữ     | 7 tháng 9 năm 1784   | 7 tháng 5 năm 1811            | Hiếu Thục Duệ Hoàng hậu  | Hạ giá lấy Mã Ni Ba Đạt Lạt (玛尼巴达喇) của Bát Nhĩ Tế Cát đặc bộ. |
| 5        | Hòa Thạc Tuệ An Công chúa (和硕慧安公主)     | Hoàng ngũ nữ    | 11 tháng 11 năm 1786 | tháng 5 năm 1795              | Tốn tần                  | Qua đời khi lên 10 tuổi. |
| 6        |                                              | Hoàng lục nữ    | 12 tháng 6 năm 1789  | tháng 5 năm 1790              | Hoa phi                  | Chết yểu. |
| 7        |                                              | Hoàng thất nữ   | 26 tháng 6 năm 1793  | tháng 6 năm 1795              | Hiếu Hòa Duệ Hoàng hậu   | Chết yểu. |
| 8        |                                              | Hoàng bát nữ    | 8 tháng 2 năm 1805   | tháng 11 năm 1805             | Cung Thuận Hoàng quý phi | Chết yểu. |
| 9        | Cố Luân Tuệ Mẫn Công chúa (固伦慧愍公主)     | Hoàng cửu nữ    | 25 tháng 1 năm 1811  | tháng 5 năm 1815              | Cung Thuận Hoàng quý phi | Qua đời khi lên 5 tuổi. |

## Trong văn hoá đại chúng
| Năm  | Tác phẩm            | Diễn viên               |
| 1996 | Tể tướng Lưu gù     | Nguyễn Tuần (阮巡)      |
| 2004 | Thâm cung nội chiến | Vu Dương (于洋)         |
| 2018 | Diên Hi công lược   | Đường Gia Đồng (唐嘉童) |
| 2018 | Thiên mệnh          | Đàm Tuấn Ngạn (譚俊彥)  |